# Christian Hoffmann (Basketballspieler)
Christian Hoffmann (* 12. März 1987) ist ein ehemaliger deutscher Basketballspieler, der für Trier und Quakenbrück in der Basketball-Bundesliga spielte und bei mehreren Zweitligisten unter Vertrag stand.

## Laufbahn
Der 1,85 Meter große Point Guard begann das Basketballspielen als zwölfJähriger beim TuS Holzkirchen. Anschließend wechselte er zu Bayern München, wo er die Jugendmannschaften durchlief und später für die erste Herrenmannschaft in der Regionalliga spielte.
Zur Saison 2007/08 unterzeichnete Hoffmann einen Vertrag beim Bundesligisten TBB Trier, wo er zunächst als Ergänzungsspieler zum Einsatz kam. Im Laufe der Saison erhielt er kontinuierlich mehr Einsatzzeit und wurde zu einer festen Größe auf der Position des Aufbauspielers. 2008/2009 sank seine Einsatzzeit von knapp zehn Minuten je Spiel auf unter fünf Minuten. Nach der Saison kehrte er zu Bayern München in die zweite Bundesliga Pro A zurück.
Am 26. Juni 2010 gewann er mit drei anderen Spielern das Streetball Turnier Make Your Move in Innsbruck (Österreich).
Zur Saison 2011/2012 wechselte er zu den Artland Dragons nach Quakenbrück. Im Juli 2014 unterschrieb Hoffmann einen Vertrag für ein Jahr mit Verlängerungsoption bei S.Oliver Würzburg und wurde mit der Mannschaft Vizemeister der 2. Bundesliga ProA. 2015 verließ er die Mannschaft und spielte noch bis 2017 bei der TG Würzburg in der 2. Bundesliga ProB.

## Nachweise
1. ↑  BBL Spielerprofil, Christian Hoffmann (Memento vom 26. Juli 2012 im Webarchiv archive.today)
2. ↑  https://www.wuerzburgerleben.de/2015/05/29/chris-hoffmann-verlaesst-die-s-oliver-baskets/
3. ↑  https://basketball.eurobasket.com/player/Christian_Hoffmann/Germany/TG-sOliver-Wuerzburg/61887

| Personendaten    | Personendaten               |
| ---------------- | --------------------------- |
| NAME             | Hoffmann, Christian         |
| KURZBESCHREIBUNG | deutscher Basketballspieler |
| GEBURTSDATUM     | 12. März 1987               |